# Martin Hotine
Martin Hotine, britanski general, * 1898, † 1968.